# Engelska restaurationen
Engelska restaurationen eller Restaurationen år 1660 innebar att det av Oliver Cromwell instiftade protektorat avskaffades och att monarkin återinfördes i England, Skottland och Irland. Till kung valdes Karl II.
I samband med Engelska inbördeskriget 1642–1651 hade kung Karl I avrättats 1649 och Oliver Cromwell utropat sig till statschef med titeln Lord Protector. Vid sin död 1658 ärvde hans son Richard Cromwell hans titel men inte hans auktoritet. Sedan han misslyckats att bilägga tvisten mellan hären och det återförsamlade rumpparlamentet tvingades han avgå redan året därpå. Skatteuttag och militärutgifter ledde till ett utbrett missnöje och politiskt och ekonomiskt började förhållandet närma sig anarki. Efter en militärkupp 1659 tog general John Lambert tillfälligt makten. Samtidigt utropade den nordamerikanska kolonin Virginia den avrättade kungens son, Karl Stuart, till kung.
För att få ett slut på den politiska oron beslutade sig militärbefälhavaren i Skottland, general George Monck, för att ställa sig i spetsen för de moderata rojalisterna. På nyårsdagen 1660 marscherade han med sin här över gränsen till England och på sin väg till London mötte han inget motstånd. Monck återinkallade (det av Cromwell 1653 upplösta) Långa parlamentet som tog beslut om att återinföra monarkin. Därefter togs kontakt med Karl Stuart och hans utfattiga exilhov i Nederländerna. Sedan Karl Stuart i Breda-deklarationen utfäst sig att låta ägarna av gods som tidigare tillhört rojalister behålla sitt rov utropades han till Englands kung av ett nytt parlament, konventionsparlamentet, och på sin 30-årsdag kunde han tåga in i London under folkets jubel.
Karl II var en duglig monark som valde en måttlig hämnd på sina och sin fars fiender. De domare som avkunnat Karl I:s dödsdom halshöggs dock och Oliver Cromwells lik togs fram ur Westminster Abbey och hängdes upp i en galge. Ytterligare repressalier uteblev dock. Restaurationen fick inte heller till följd att enväldet återinfördes. Parlamentets seger kunde inte upphävas och ett nytt samhällsskikt hade etablerats. Regeringens ledande man blev lordkanslern Edward Hyde, earl av Clarendon, och ett nytt parlament med rojalistisk majoritet sammanträdde från 1661, Kavaljersparlamentet. Skottlands och Irlands union med England upphävdes och de nationella parlamenten återinrättas.